# La Bazouge-du-Désert
La Bazouge-du-Désert település Franciaországban, Ille-et-Vilaine megyében. Lakosainak száma 1080 fő (2022. január 1.). La Bazouge-du-Désert Landéan, Louvigné-du-Désert, Landivy, Pontmain és Saint-Ellier-du-Maine községekkel határos.

## Népesség
A település népességének változása:
| Lakosok száma | 1340 | 1158 | 1074 | 1044 | 1110 | 1113 | 1087 | 1069 | 1067 | 1080 |
|               | 1968 | 1982 | 1990 | 2006 | 2013 | 2015 | 2017 | 2019 | 2020 | 2022 |